# Гелен Шапіро
Гелен Шапіро (Helen Shapiro; 28 вересня 1946, Лондон) — британська співачка.

## Життєпис
Ця співачка дебютувала у чотирнадцятирічному віці піснею «Don't Treat Me Like A Child», яка потрапила у першу трійку на британських чартах. 1961 року два її чергових сингли «You Don't Know» та «Walkin Back To Happiness» знову потрапили на вершину чарту. Наступного року виконавиця підкріпила високу позицію хітами «Tell Me What He Said» та «Little Miss Lonely» і здобула титул «найкращої британської співачки», а також була проголошена «Variety Club Of Great Britain» найкращою дебютанткою.
Після плідної студійної сесії у Нешвіллі, де з'явилась її оригінальна версія твору «It's My Party», Гелен пережила першу хвилю розчарування, коли трохи пізніше, записавши цей твір і використавши майже теж саме аранжування, Леслі Гор здобула світове визнання. Наступною невдачею була заборона продюсера Норрі Пейремора включити до репертуару Гелен композицію «Misery», яку написали Джон Леннон та Пол Маккартні. Попри молодий вік, співачка носила зачіску як представник немодної вже музичної течії попереднього десятиріччя, і хоча вона записала багато хітів, її славу почали затьмарювати нові зірки: Сілла Блек та Дасті Спрингфілд.
Кінець 1960-х — початок 1970-х років став для Гелен періодом перерви артистичної діяльності (вона записала тільки єдину композицію під псевдонімом). 1977 року з'явився її сингл «Can't Break The Habit», який передував альбому «All For The Love Ot The Music», і який, на жаль, зустріли прохолодно. Через шість років Гелен повернулась з платівкою «Straighten Up & Fly», яку видала фірма Чарлі Жиллетта «Oval». Ця збірка з відомих стандартів підтвердила гарну творчу форму співачки та заслужено здобула успіх. Пізніше Гелен співпрацювала з джазовим музикантом Гамфрі Літтелтоном. Останні роки артистка концертувала, виступала у різних телевізійних та радіопрограмах, співала твори у стилі поп та джаз.

## Дискографія
- 1962: Tops With Me
- 1963: Helen's Sixteen
- 1963: Helen In Nashville
- 1964: Helen Hits Out!
- 1967: Twelve Hits & A Miss Shapiro
- 1974: The Very Best Of Helen Shapiro
- 1977: All For The Love Of The Music
- 1983: Straighten Up & Fly
- 1985: Echoes Of The Duke
- 1986: The Best Of Heley Shapiro
- 1986: The 25th Anniversary Album
- 1987: The Quality Of Mercer
- 1989: The EP Collection
- 1991: The EMI Years